# Бастајски Брђани
Бастајски Брђани (Брђани Бастајски) су насељено мјесто у општини Ђуловац, Република Хрватска.

## Историја
Насељено мјесто Бастајски Брђани се раније звало Брђани Бастајски, у општини Дарувар.

## Становништво
Према попису становништва из 2011. године насеље није имало становника.
| Националност       | 1991.       | 1981.        | 1971.      | 1961.        |
| Срби               | 82 (95,34%) | 110 (87,30%) | 192 (100%) | 253 (97,68%) |
| Хрвати             | 3 (3,48%)   | 4 (3,17%)    | 0          | 6 (2,31%)    |
| Југословени        | 0           | 12 (9,52%)   | 0          | 0            |
| остали и непознато | 1 (1,16%)   | 0            | 0          | 0            |
| Укупно             | 86          | 126          | 192        | 259          |

| Демографија | Демографија | Демографија |
| Година      | Становника  | Становника  |
| ----------- | ----------- | ----------- |
| 1961.       | 259         |             |
| 1971.       | 192         |             |
| 1981.       | 126         |             |
| 1991.       | 86          |             |
| 2001.       | 2           |             |
| 2011.       | 0           |             |